# Classe Sims
La classe Sims fu una classe di cacciatorpediniere della United States Navy, composta da 12 unità entrate in servizio tra il 1939 e il 1945. I Sims erano uno sviluppo della classe Gridley, con uno scafo allungato che dava loro una migliore idrodinamica, un lanciasiluri in meno per un cannone in più, il quale però venne poi sbarcato. Avevano un nodo in più di velocità e un'autonomia leggermente maggiore. Fu l'ultima classe di cacciatorpediniere completata prima dell'entrata degli Stati Uniti nella seconda guerra mondiale.

## Struttura
L'armamento era inizialmente di 5 impianti singoli da 127 mm, di 12 tubi da 533 mm in tre impianti quadrinati e quattro mitragliere antiaeree calibro 12,7 mm. A causa di problemi di stabilità dovuti al peso concentrato in alto, e di affaticamento degli scafi, uno dei pezzi da 127mm e uno o due impianti lanciasiluri vennero sbarcati, e infine le mitragliere da 12,7mm sostituite con altrettanti impianti singoli di mitragliere da 20mm.
L'apparato propulsivo era molto potente, 49.000 HP, e vi era un solo fumaiolo per servire i 2 locali caldaie adiacenti ma separati per motivi di sicurezza, in modo che la nave potesse mantenere la propulsione anche con una sala caldaie fuori uso.

## Navi della classe
| Nome                | Entrata in servizio | Radiato          | Destino finale |
| ------------------- | ------------------- | ---------------- | --- |
| Sims (DD-409)       | 1º agosto 1939      |                  | affondato da aerei giapponesi durante la Battaglia del Mar dei Coralli, 7 maggio 1942. (14 sopravvissuti). |
| Hughes (DD-410)     | 21 settembre 1939   | 28 agosto 1946   | Danneggiato durante l'Operazione Crossroads, il test atomico dell'Atollo di Bikini, luglio 1946. Affondato come bersaglio, 16 ottobre 1948. |
| Anderson (DD-411)   | 19 maggio 1939      | 28 agosto 1946   | Affondato durante l'Operazione Crossroads, il test atomico dell 'Atollo di Bikini (test Able), 1º luglio 1946. |
| Hammann (DD-412)    | 11 agosto 1939      |                  | Affondato dal sottomarino giapponese I-168 durante la Battaglia delle Midway con la stessa salva di siluri che affondò la USS Yorktown (CV-5), 6 giugno 1942. (80 morti).                                                                                                  |
| Mustin (DD-413)     | 15 settembre 1939   | 29 agosto 1946   | Danneggiato durante l'Operazione Crossroads. Affondato Kwajalein, 18 April 1948. |
| Russell (DD-414)    | 3 novembre 1939     | 15 novembre 1945 | venduto per la rottamazione, settembre 1947. |
| O'Brien (DD-415)    | 2 March 1940        |                  | Silurato dal sottomarino giapponese I-19, con la stessa salva di siluri che affondò la USS Wasp (CV-7) e danneggiò la USS North Carolina (BB-55), il 15 settembre 1942. Affondato il 19 ottobre 1942 al largo di Suva mentre in rotta per Pearl Harbor per le riparazioni. |
| Walke (DD-416)      | 27 aprile 1940      |                  | affondato nella battaglia navale di Guadalcanal, 15 novembre 1942. (88 morti). |
| Morris (DD-417)     | 5 marzo 1940        | 9 novembre 1945  | venduto per la demolizione, 2 agosto 1947. |
| Roe (DD-418)        | 5 gennaio 1940      | 30 ottobre 1945  | venduto per la demolizione, agosto 1947. |
| Wainwright (DD-419) | 15 aprile 1940      | 29 agosto 1946   | Danneggiato durante l'Operazione Crossroads. Affondato come bersaglio nel Pacifico, 5 luglio 1948. |
| Buck (DD-420)       | 15 maggio 1940      |                  | Affondato dall'U-616 al largo di Salerno, Italia, 9 ottobre 1943. (150 morti) |

## Servizio
Sei unità tra classe Gridley e Sims erano presenti all'Isola di Savo durante la terribile battaglia: su 96 siluri disponibili, solo 8 vennero lanciati e nessuno andò a segno.